# Бенедетто Піструччі
Бенедетто Піструччі (італ. Benedetto Pistrucci; 29 травня 1783, Рим — 16 вересня 1855, Флора-Лодж, поблизу Віндзора, Великобританія) — італійський гравер з дорогоцінного і напівдорогоцінного каміння і металу, медальєр і різьбяр камей, який багато років пропрацював в Сполученому Королівстві.

## Життя та творчість
Народився у культурній, заможній родині. Син Фредеріко Піструччі, судді при кримінальному суді в Римі, та його дружини, Антонії Греко.
У 1815 переїжджає до Лондона, де отримує місце гравера при Королівському монетному дворі (Royal Mint). Найвідомішою роботою Б. Піструччі як автора британських монет є його зображення битви Святого Георгія (Юрія) з драконом, яке вперше з'явилося на золотих (сучасних) і срібних (крона) монетах в 1817 під час правління короля Георга III і тривало і за наступних монархів протягом майже двох століть (з невеликою перервою)). Іншим відомим твором Піструччі-гравера стала так звана «Медаль-Ватерлоо», присвячена знаменитій битві 1815, на доведення якої до кінцевого її образу майстру знадобилося близько 30 років. Був також автором-гравером інших численних штампів для виготовлення медалей та монет. У ранній період творчості, в Італії займався також різьбленням по напівдорогоцінним камінням (сердолік), виготовленням камей.
Похований у містечку Віргінія-Уотер, у графстві Суррей, в Англії.

## Галерея

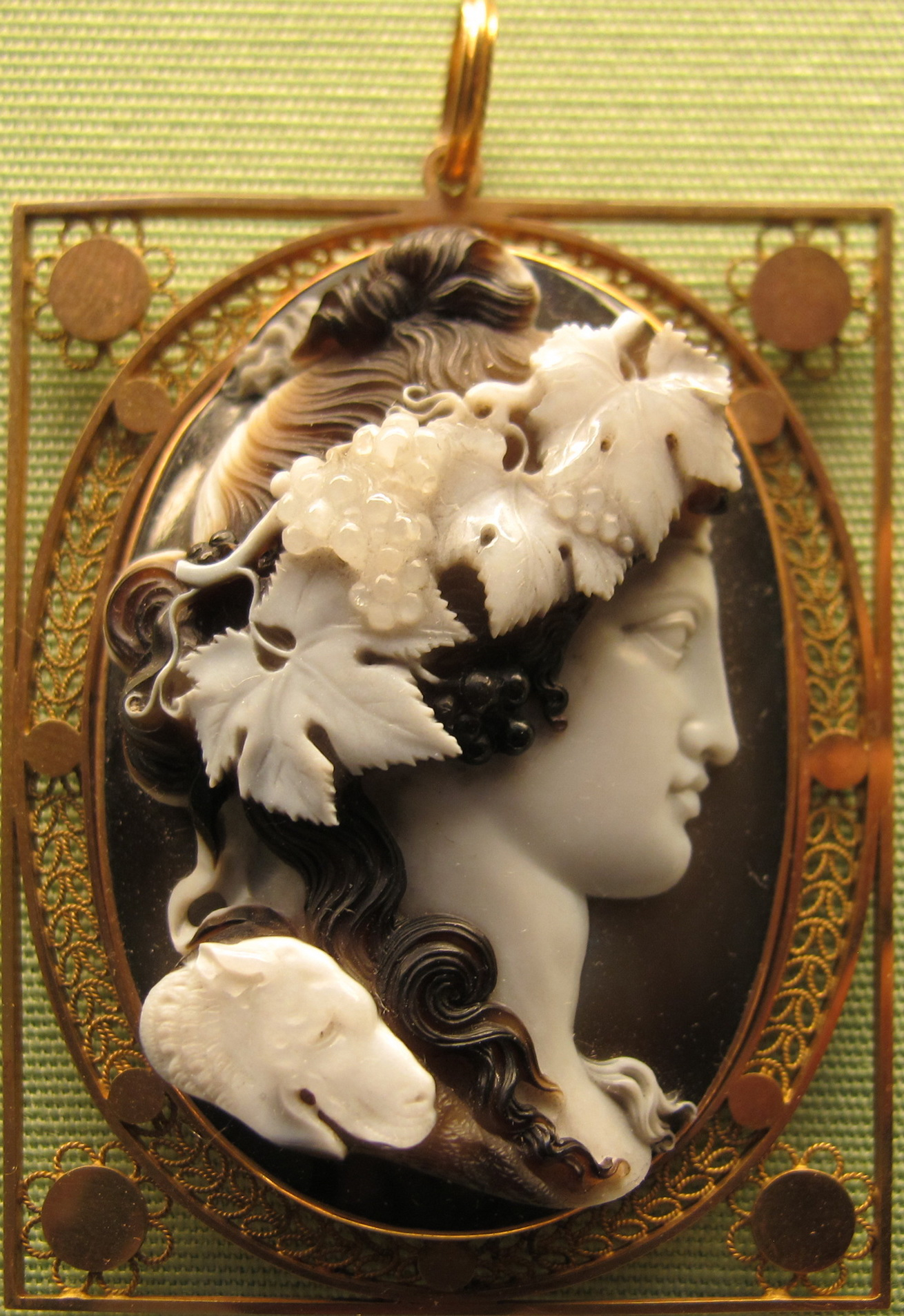
"Вакх", камея (сердолік, близько 1800).
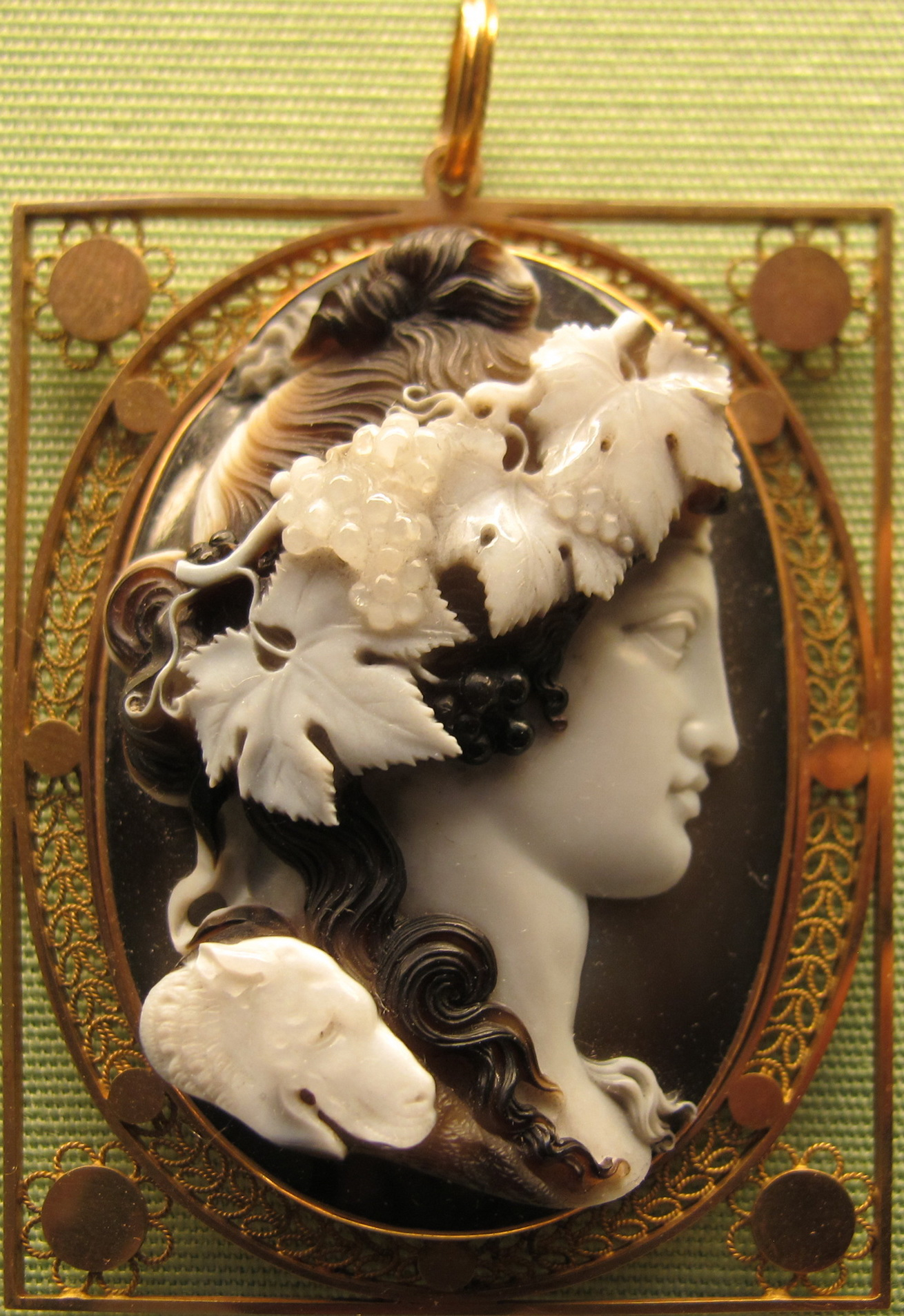
"Менада з тирсом", камея (сердолік, близько 1800).
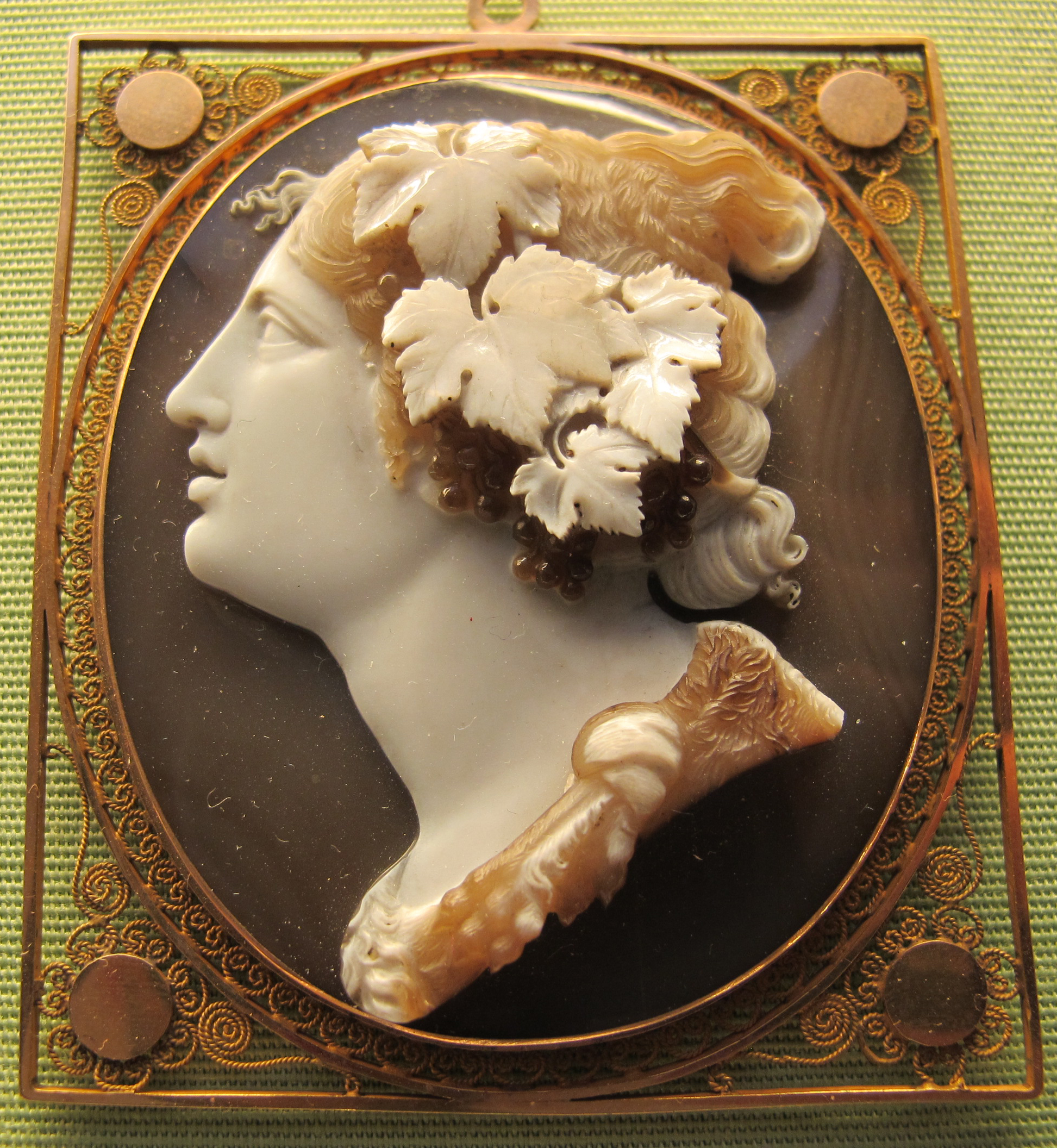
"Менада", камея (сердолік, бл. 1810).
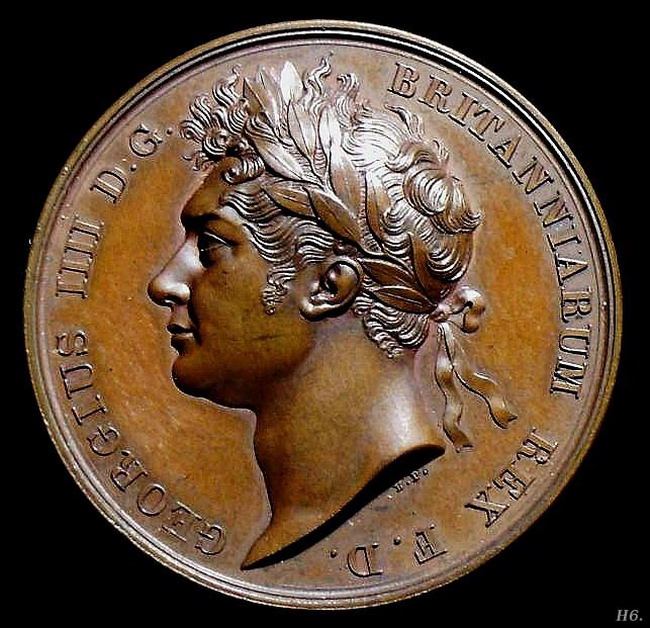
Портрет короля Георга IV. Коронаційна медаль, 1821
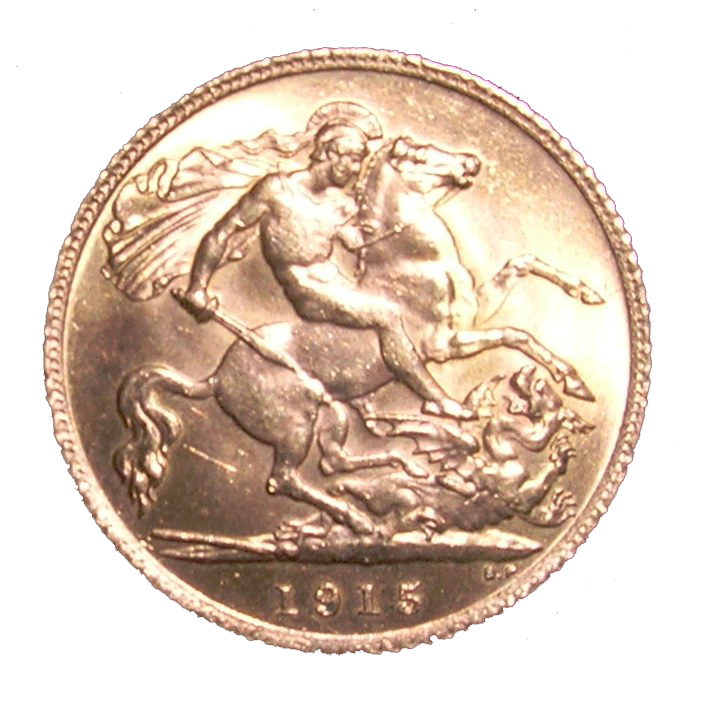
«Св. Георг, який бореться із драконом», роботи Б. Піструччі на британському соверені, 1915
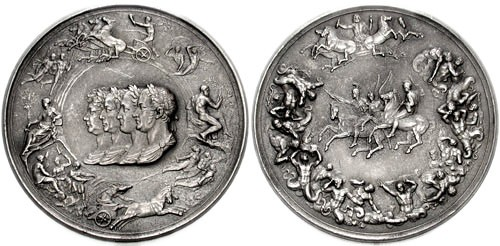
"Медаль-Ватерлоо"
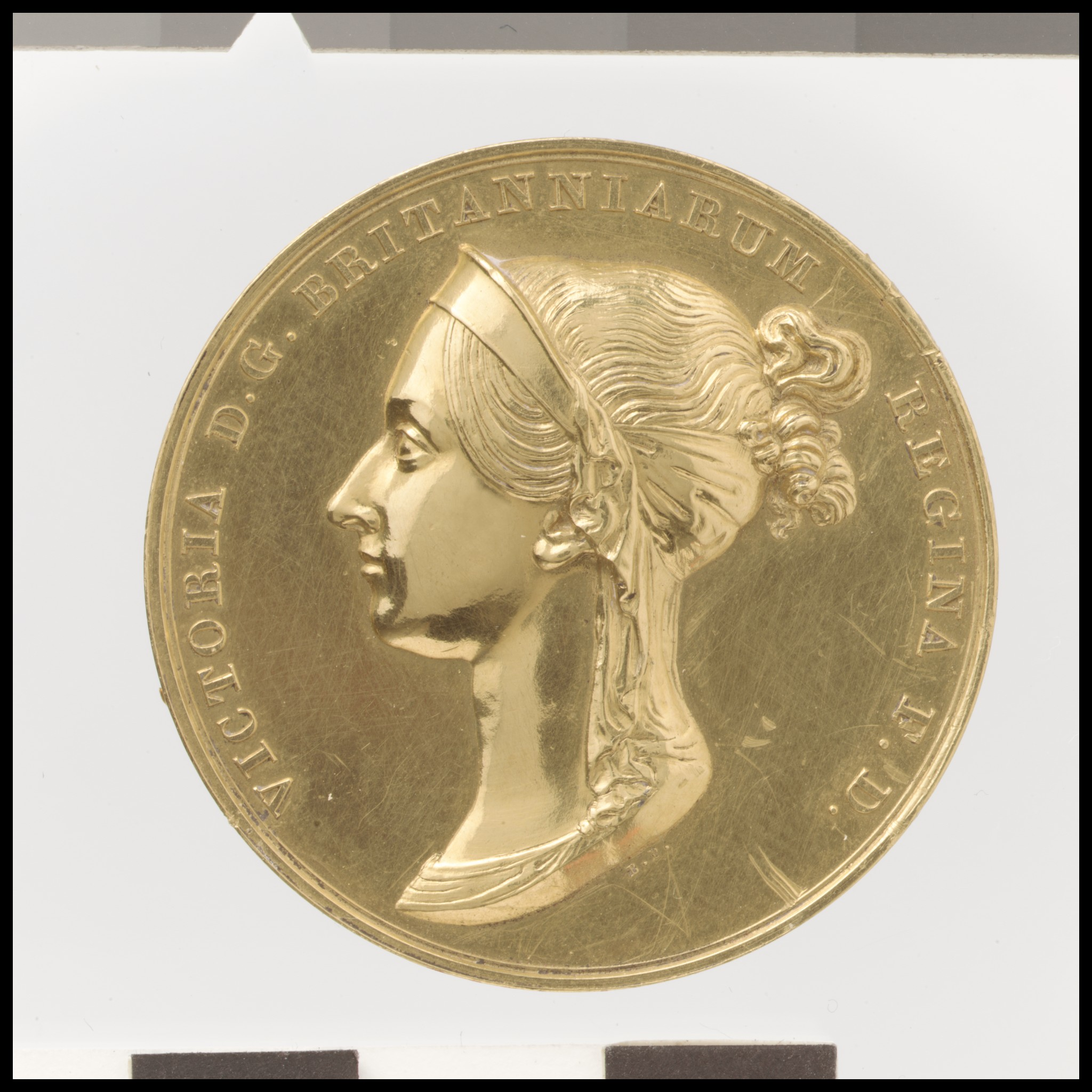
Портрет королеви Вікторії. Коронаційна медаль 1838
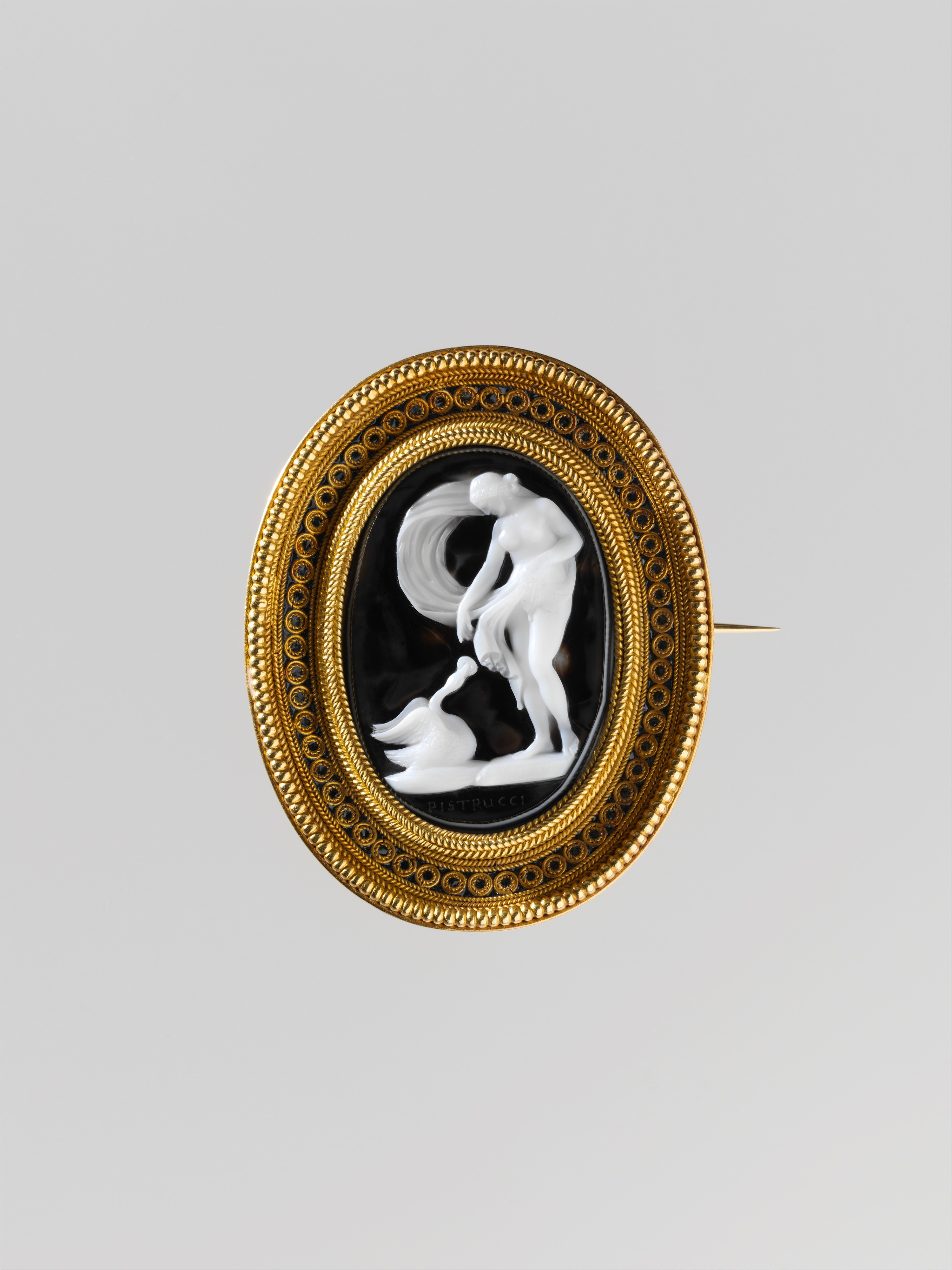
"Німфа і лебідь", камея (1830-1840)
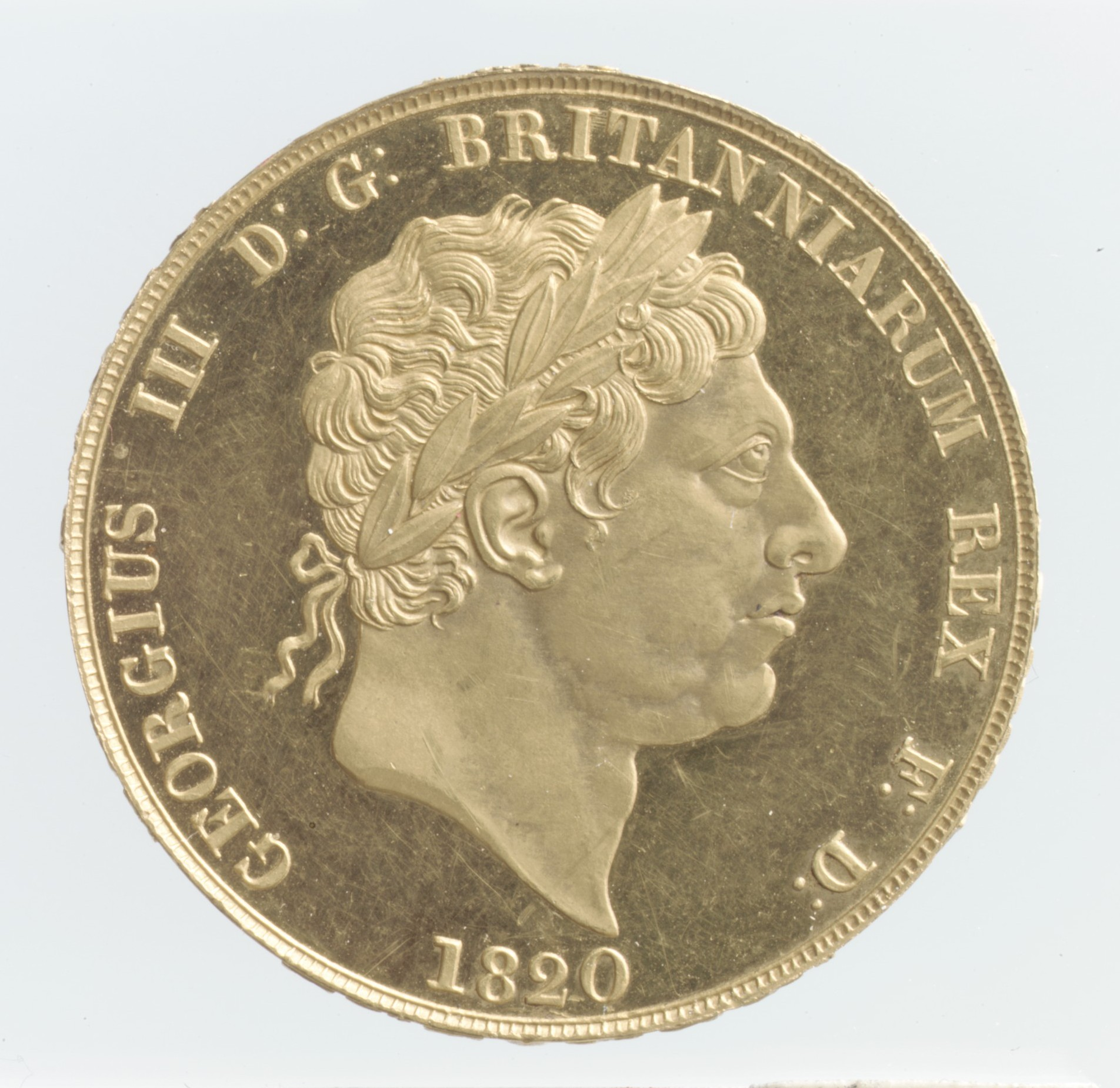
Портрет короля Георга ІІІ на подвійному соверені (золото, 1820).
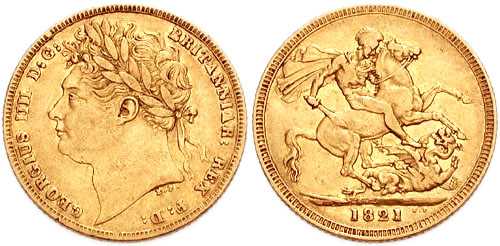
Соверен Георга IV. Королю жахливо не подобалася голова